# 赫马佛洛狄忒斯
赫马佛洛狄忒斯（希臘語：Ἑρμαφρόδιτος，一译赫耳玛佛洛狄忒、黑姆佛洛狄特），是希腊神话中的一位阴阳神，为赫尔墨斯和阿佛洛狄忒之子。传说他原是一位俊美的青年。一次，他穿越一片森林时，在一处湖边停下来观看自己在水面上的倒影。湖中水仙萨耳玛西斯看到他后疯狂的爱上了他。但是赫马佛洛狄忒斯拒绝了她。为了逃避萨耳玛西斯的追求，他跳进了一条河中。但是藏在树后的水仙也跟他跳了下去，并将其抱住，开始亲吻他。萨耳玛西斯向诸神祈求要永远与赫马佛洛狄忒斯结合在一起。诸神遂其心愿。于是赫马佛洛狄忒斯变成了异性同体。赫马佛洛狄忒斯也向她的父母祈求，让所有在这条河中洗澡的人变成跟他一样的阴阳人。他的愿望也得到了满足。
赫马佛洛狄忒斯通常以带有男性生殖器的少女形象出现。他的名字也是西方语言“雌雄同体”的来源。

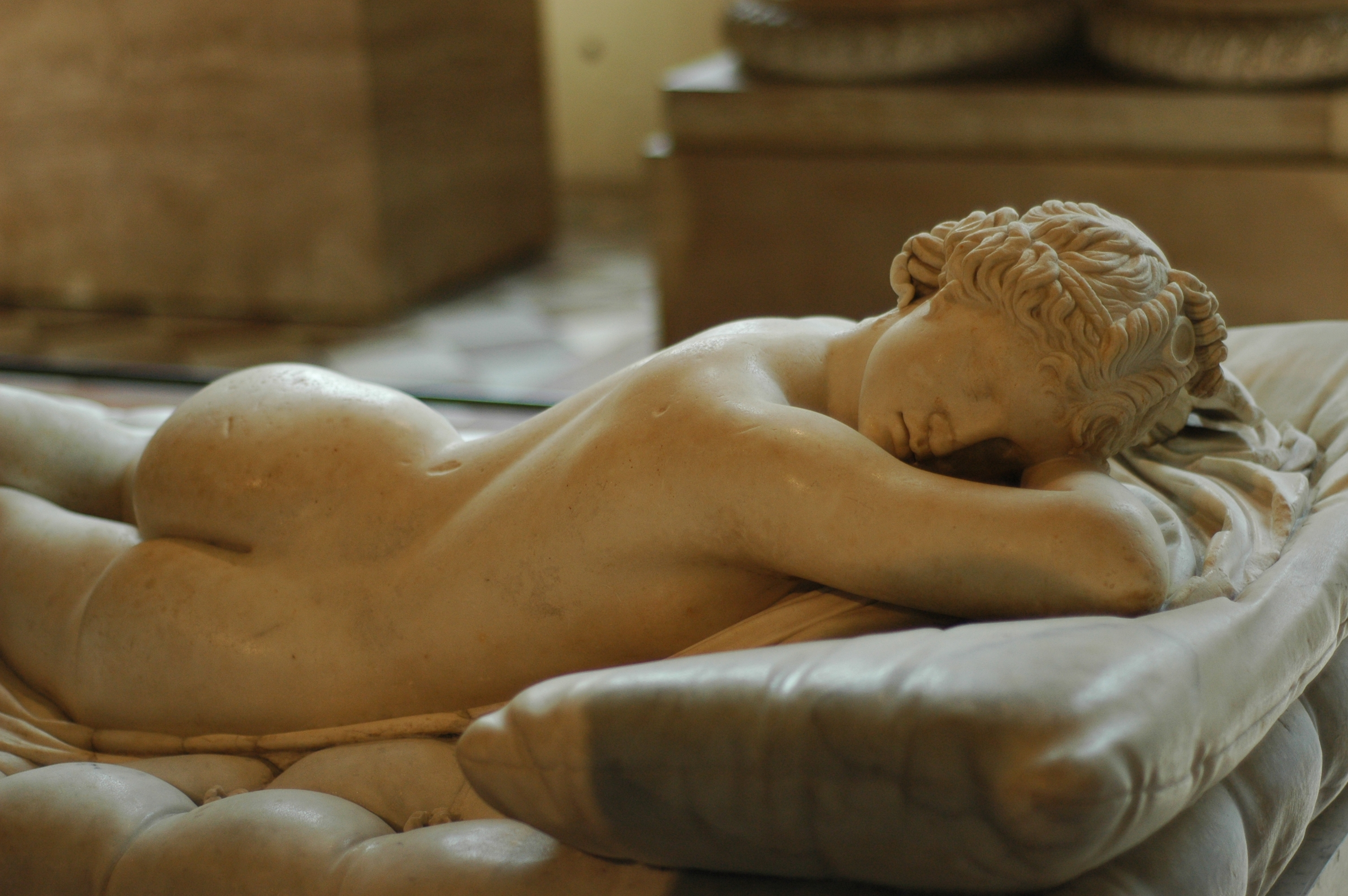
《沉睡的赫马佛洛狄忒斯》，罗马公元2世纪复制品，卢浮宫藏
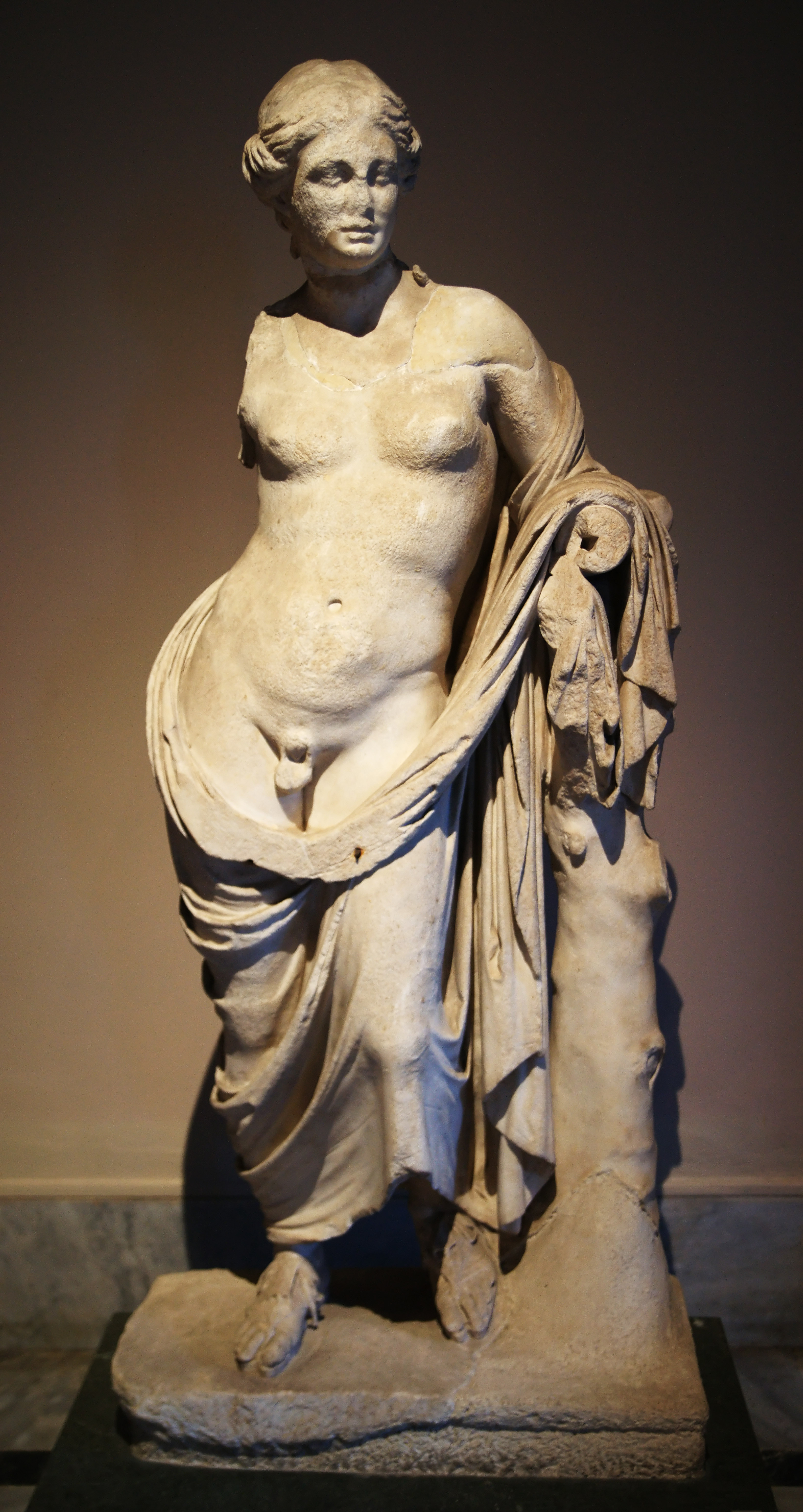
赫马佛洛狄忒斯雕像，公元3世纪，帕尔马